# Virginia Maskell
Virginia Elizabeth Maskell (Londra, 27 febbraio 1936 – Aylesbury, 25 gennaio 1968) è stata un'attrice britannica.

## Biografia
Trasferitasi con la famiglia in Sudafrica, allo scoppio della Seconda guerra mondiale, fece rientro in patria nell'immediato dopoguerra. 
Appassionatasi alla recitazione, debuttò poco più che ventenne come attrice televisiva nella serie The Buccaneers, per poi approdare al cinema nel 1958, diretta da Pat Jackson in Sabbie roventi.
Nel 1968 la sua interpretazione più acclamata, nel film Interludio, che coincise con il drammatico epilogo della sua dipendenza dalle droghe, la morte avvenuta per overdose a 32 anni. Per questo ruolo ottenne una candidatura postuma al premio BAFTA, e vinse il National Board of Review Award.

## Filmografia

### Cinema
- Tre minuti di tempo (The Man Upstairs), regia di Don Chaffey (1958)
- Sabbie roventi (Virgin Island), regia di Pat Jackson (1958)
- Super jet 709 (Jet Storm), regia di Cy Endfield (1959)
- Si spogli dottore! (Doctor in Love), regia di Ralph Thomas (1960)
- Sesso, peccato e castità (Only Two Can Play), regia di Sidney Gilliat (1962)
- Interludio (Interlude), regia di Kevin Billington (1968)

### Televisione
- Robin Hood (The Adventures of Robin Hood) – serie TV, episodio 3x07 (1957)
- Il prigioniero (The Prisoner) – serie TV, episodio 1x01 (1967)